# Harel Skaat
Harel Skaat (הראל סקעת), född 8 augusti 1981, är en israelisk sångare och låtskrivare.
Skaat blev först känd när han år 2004 var med och kom 2:a i "Kokhav Nolad" ("A star is born"), som är en israelisk musiktalangtävling.

## Eurovision Song Contest 2010
Skaat representerade sitt hemland Israel i Eurovision Song Contest 2010 med låten "Milim".
"Milim" är en mycket känslosam låt. Svårsjungen och dramatisk.
Skaat tog sig till final efter att ha gått vidare i den andra semifinalen den 27 maj 2010. Inför finalen den 29 maj 2010 var Skaat en av storfavoriterna till segern, men föll. Skaat slutade på 14:e plats (av 25) med totalt 71 poäng i finalen.

## Diskografi

### Album
- 2006 - Harel Skaat
- 2009 - Dmuyot

### Singlar
- 2002 - "Ein Od Si'kui"
- 2006 - "Ve'at"
- 2006 - "Kama Od Efshar"
- 2006 - "Mashehu Mimeni"
- 2006 - "Kol Hatziporim"
- 2007 - "Im Hu Yelech"
- 2009 - "Muvan Li Achshav"
- 2009 - "Boi Ha Yom"
- 2009 - "Sof"
- 2009 - "Od Yair Alay"
- 2010 - "Milim"
- 2011 - "Od Tihye Li Ahava"